# Nazionale maschile di pallacanestro di Gibuti
La nazionale di pallacanestro di Gibuti è la rappresentativa cestistica di Gibuti ed è posta sotto l'egida della Federazione cestistica di Gibuti.